# Gabriella Paltrova
Gabriella Paltrova (Chicago, Illinois; 22 de junio de 1991) es una actriz pornográfica, estríper y modelo erótica estadounidense.

## Biografía
Gabriella Peltrova nació en Chicago (Illinois) en 1991 en el seno de una familia con ascendencia judía, armenia y rusa. Comenzó su carrera en la industria del entretenimiento para adultos en 2009, poco después de cumplir los 18 años, como estríper en un club de Chicago. Debutó como actriz pornográfica dos años más tarde, en septiembre de 2011 a los 20 años de edad.
Paltrova ha aparecido en diversas películas de productoras como New Sensations, Girlfriends Films, Hustler, Evil Angel, Bang Bros, Brazzers, Reality Kings, Jules Jordan Video, Burning Angel o Naughty America, alternando su labor como actriz con la de modelo erótica para diversas publicaciones.
En 2015 ganó el Premio AVN a la Mejor escena de sexo lésbico por Gabi Gets Girls junto a su compañera Remy LaCroix.
Ha rodado más de 530 películas.

## Premios y nominaciones
| Año  | Ceremonia   | Resultado | Premio                                | Trabajo                      |
| ---- | ----------- | --------- | ------------------------------------- | ---------------------------- |
| 2014 | Premios AVN | Nominada  | Mejor escena de trío M-H-M            | Weapons of Ass Destruction 7 |
| 2014 | Premios AVN | Nominada  | Mejor escena escandalosa de sexo      | Babysit My Ass 2             |
| 2014 | Premios AVN | Nominada  | Mejor escena de sexo lésbico en grupo | Babysit My Ass 2             |
| 2015 | Premios AVN | Ganadora  | Mejor escena de sexo lésbico          | Gabi Gets Girls              |
| 2015 | Premios AVN | Nominada  | Premio fan: actriz más estrafalaria   | Babysit My Ass 2             |
| 2015 | Premios AVN | Nominada  | Premio fan: Actriz porno favorita     | Babysit My Ass 2             |
| 2015 | Premios AVN | Nominada  | Mejor actuación solo/tease            | Gabi Gets Girls              |
| 2015 | Premios AVN | Nominada  | Mejor escena de sexo anal             | Anal Fanatic 6               |
| 2015 | Premios AVN | Nominada  | Mejor escena POV de sexo              | POV Pervert 16               |
| 2016 | Premios AVN | Nominada  | Mejor escena escandalosa de sexo      | Buttman: Toy Master          |
| 2016 | Premios AVN | Nominada  | Mejor escena de sexo lésbico en grupo | Spontaneass 2                |
| 2016 | Premios AVN | Nominada  | Mejor escena de trío                  | Gape Lovers 9                |
| 2017 | Premios AVN | Nominada  | Mejor escena de sexo lésbico en grupo | Sex Games                    |
| 2017 | Premios AVN | Nominada  | Premio fan: Culo más épico            | —                            |
| 2017 | Ink Awards  | Ganadora  | Mejor escena lésbica                  | —                            |
| 2018 | Premios AVN | Nominada  | Premio fan: Culo más épico            | —                            |
| 2019 | Premios AVN | Nominada  | Premio fan: Culo más épico            | —                            |